# Atanycolus malii
Atanycolus malii är en stekelart som beskrevs av Roy D. Shenefelt 1943. Atanycolus malii ingår i släktet Atanycolus och familjen bracksteklar. Inga underarter finns listade.